# Cranberry Creek
Cranberry Creek är ett vattendrag i Algoma District i provinsen Ontario i den sydöstra delen av Kanada och ett biflöde till Blind River. Cranberry Creek rinner åt sydost från Upper Cranberry Lake genom Lower Cranberry Lake till Lake Duborne. Uppströms Upper Cranberry Lake kallas huvudfåran Bearhead Creek. Den rinner från Bearhead Lake.